# Brass Monkey
Brass Monkey è un cocktail, composto da quantità eguali di vodka, rum e succo d'arancia. Può essere considerato una variante dello screwdriver con aggiunta di rum.
Il succo d'arancia è generalmente richiesto come aromatizzante per ragioni di piacevolezza, sebbene una fresca spremuta sia piuttosto importante per ottenere un gradevole Brass Monkey. Il rum più adatto da aggiungere al cocktail è quello dalla colorazione scura, siccome dal marrone del rum, mescolato con l'arancione del succo, si ricava il caratteristico colore dell'ottone dal quale deriva il nome del drink (brass è infatti l'equivalente inglese di ottone).
Un cocktail completamente diverso, spesso accostato alla canzone omonima dei Beastie Boys, consiste in tre parti di liquore di malto e in una di Sunny Delight. Il liquore usato è solitamente Olde English 800, oppure St. Ides, e sempre in una bottiglia da quaranta once.  
Negli anni settanta, una compagnia di liquori produsse un drink dal nome Brass Monkey, dichiarandolo originario di un bar nel lontano est. Un'altra ricetta prevede del Galliano lasciato galleggiare in cima al drink, aggiunto facendolo scorrere dal manico di un cucchiaio.